# Aribert Heim
Aribert Heim (28 de junio de 1914 - posiblemente falleció el 10 de agosto de 1992) fue un médico nazi austríaco, también conocido como Doctor Muerte. Como médico de las Schutzstaffel en el Campo de concentración de Mauthausen-Gusen, se le acusa de matar y torturar a muchos reclusos a través de diversos métodos, tales como las inyecciones directas de compuestos tóxicos en los corazones de sus víctimas.
Junto a Alois Brunner, Heim, que sería ahora centenario, fue uno de los últimos grandes criminales nazis fugitivos a los que no se pudo ubicar.
Según una publicación de 2007 por el exintegrante de la Fuerza Aérea de Israel Danny Coronel Baz, Heim fue secuestrado en Canadá y llevado a Santa Catalina frente a la costa de California, donde fue asesinado por un equipo de caza nazi código "El Búho" en 1982. Baz mismo afirma haber sido parte de este grupo. El Centro Simon Wiesenthal en Jerusalén, así como el cazador de nazis francés Serge Klarsfeld, dicen que esto no es cierto.
Se cree que vivió durante muchos años en El Cairo, Egipto bajo el alias de Tarek Farid Hussein y según se dice murió allí el 10 de agosto de 1992. Su tumba y su cuerpo no han sido encontrados.

## Biografía
Heim nació en Bad Radkersburg (Austria-Hungría). Hijo de un policía y un ama de casa, estudió medicina en Viena antes de presentarse voluntario para formar parte de las Waffen-SS en la primavera de 1940.
En octubre de 1941, Heim fue destinado al campo de concentración de Mauthausen, donde fue conocido por los crueles experimentos médicos que allí realizó utilizando a las personas confinadas como cobayas. Más tarde, fue enviado también a un hospital de campaña de las SS en Viena.

## Carrera

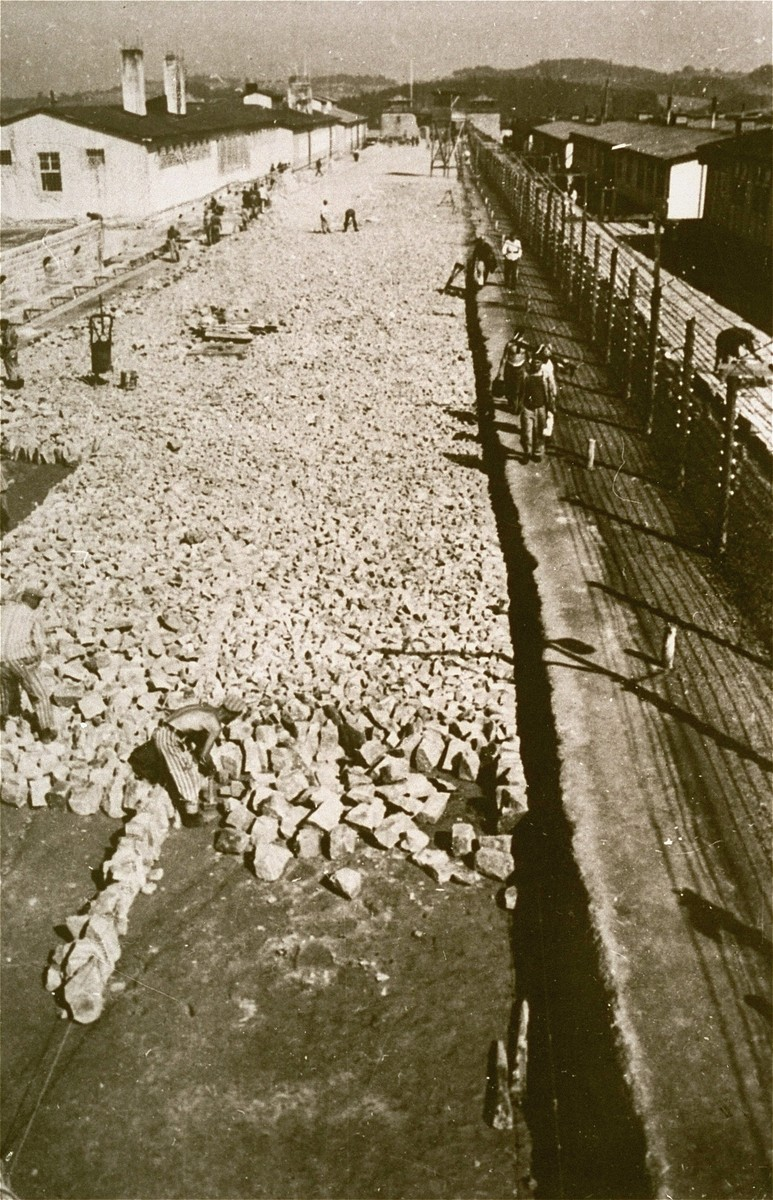
Perímetro del campo de concentración de Mauthausen-Gusen.

Los prisioneros del campo de concentración de Mauthausen llamaban a Heim "Doctor Muerte", los judíos sefardíes y los presos republicanos españoles le conocían, además, como "El banderillero". Heim estuvo en este campo cercano a Linz (Austria) durante aproximadamente dos meses (de octubre a diciembre de 1941), y allí realizó experimentos con los judíos, los rusos y los españoles como lo había hecho el médico de Auschwitz Josef Mengele. "Heim refleja en los presos su miedo a la muerte", dijo un superviviente.  Marcelino Bilbao relata como él mismo junto a otros 29 reclusos fue víctima de uno de sus experimentos, en el cual le inyectó una sustancia que la víctima desconocía. El resultado fue una parálisis parcial del cuerpo y una grave erupción facial que a punto estuvo de costarle la vida. De los treinta reclusos que iniciaron el experimento tan solo sobrevivieron siete.
Desde febrero de 1942, forma parte de la 6.ª División de Montaña SS Nord, en el norte de Finlandia (sobre todo en Oulu) donde ejerce como médico en hospitales SS. Su servicio continuó hasta al menos octubre de 1942.

## Posguerra
El 15 de marzo de 1945, Heim fue capturado por soldados de Estados Unidos y enviado a un campamento para prisioneros de guerra. Fue puesto en libertad bajo dudosas circunstancias y trabajó como ginecólogo en Baden-Baden hasta su desaparición en 1962. Huyó cuando un informador le dijo que la policía austríaca lo investigaba por crímenes de guerra. Posteriormente desaparece, se desplaza a España, Uruguay (donde abre un establecimiento psiquiátrico y ginecológico de 1979 a 1983), y probablemente también a Chile, Argentina. Paraguay, Egipto y Brasil, para luego posiblemente volver a España de nuevo hasta 2005.
Después de Alois Brunner y de Adolf Eichmann, Heim ha sido el segundo oficial nazi fugado más buscado.

## Búsqueda internacional
Heim aparentemente se ha escondido en América del Sur, España y los Balcanes. Efraim Zuroff, del Centro Wiesenthal, ha iniciado una búsqueda activa de su paradero. Ya a finales de 2005, la policía española determinó su posible ubicación en Palafrugell.  De acuerdo con el diario "El Mundo", Heim habría sido ayudado por colaboradores de Otto Skorzeny, quien organizó una de las mayores bases de Odessa en España. Odessa estaba, evidentemente, todavía en vigor de un modo u otro. Los informes de prensa a mediados de octubre de 2005 sugirieron que la detención por la policía española era "inminente". Dentro de esos días, sin embargo, los informes más recientes sugirieron que había eludido con éxito la captura y se había trasladado ya sea a otra parte de España o bien a Dinamarca.
A principios de 2006, se cree que Heim se encontraba en Chile, donde su hija Waltraud, ha vivido desde principios de los años 1970 en Puerto Montt. Cuando se le preguntó acerca del paradero de su padre por parte de las autoridades chilenas, en virtud de las solicitudes de Alemania, Waltraud Aribert alegó que había muerto en 1993. Sin embargo, cuando trató de recuperar un millón de dólares de herencia de él (en una cuenta a su nombre), no pudo proporcionar ningún certificado de defunción.
Heim, presuntamente, se trasladó a España tras huir de Paysandú, Uruguay, cuando fue localizado allí por el Mossad israelí. El Gobierno alemán ofreció € 150.000 por información que condujera a su arresto, mientras que el Centro Simon Wiesenthal lanzó la Operación "Última Oportunidad", un proyecto para ayudar a los Gobiernos en la localización y detención de presuntos criminales de guerra nazis que siguen vivos.
En los últimos cinco años, 300.000 € se han retirado de sus cuentas y trasladados a España y Dinamarca. Un joven italiano de Palafrugell, España, tiene contacto con uno de los hijos de Heim en la Costa Brava, región de Cataluña.
El dinero transferido de la cuenta planteó las sospechas de los funcionarios israelíes, en contacto con el Instituto Penal en el estado alemán de Baden-Wurtemberg. Después de que el Instituto Penal investigase en la cuenta, llegaron a la conclusión de que era dinero de Heim, lo que sugiere que Heim estaba todavía vivo, y que su familia había mentido acerca de su presunta muerte en América del Sur debido al cáncer.
Los investigadores alemanes, junto con el Centro Simon Wiesenthal, descubrieron sus cuentas bancarias secretas en Berlín a comienzos del decenio de 2000. Demostraron tener 1 millón de € (£ 680.000, $ 1.350.000) en efectivo y otros activos. Se ha partido del supuesto de que Heim sigue con vida, y esto se fundamenta en el hecho de que ninguno de sus tres hijos requirió nunca cualquier parte de este dinero en herencia. Impuestos sobre los registros demuestran que, lo más tarde en 2001, el abogado de Heim solicitó a las autoridades alemanas las ganancias de capital de devolución de impuestos percibidos por él, porque él estaba viviendo en el extranjero.
Fredrik Jensen, un noruego y ex SS, fue puesto bajo investigación policial en junio de 2007, acusado de ayudar a Aribert Heim en su fuga. La acusación fue negada por Jensen.
En julio de 2007, el Ministerio de Justicia austriaco declaró que iba a pagar $ 50.000 por información que condujera a su arresto y extradición a Austria

## Conversión al islam y muerte
En 2006 un periódico alemán informó de que tenía una hija, Waltraud, viviendo en las afueras de Puerto Montt, que declaró que había muerto en 1993. Cuando trató de recuperar una herencia de un millón de dólares de una cuenta a nombre de su padre no pudo aportar un certificado de defunción.
En agosto de 2008, para tomar posesión de sus bienes, el hijo de Heim pidió que su padre fuera declarado muerto; pretendía donarlas a proyectos de investigación sobre las atrocidades cometidas en los campos.
Después de años de avistamientos falsos, las circunstancias de la huida de Heim, vida como proscrito y muerte fueron proveídas juntas por la cadena alemana ZDF y el New York Times en febrero de 2009. Informaron de que vivió bajo la identidad falsa de Tarek Farid Hussein en Egipto, y que murió en 1992.
Heim se había asentado en El Cairo en 1962 donde se convirtió al islam. Según su vecino, "Su vida era muy ordenada: ejercicio por la mañana, después oraciones en la mezquita principal de Al-Azhar, y largas sesiones de lectura y escritura sentado en su mecedora". Los periodistas que investigaban su caso encontraron un certificado de defunción egipcio y confirmaron su autenticidad.
Durante una entrevista en la villa familiar en Baden-Baden, Heim, de 53 años, admitió públicamente que había estado con su padre en Egipto cuando murió. Heim declara que fue durante las Olimpiadas, y que murió el día después de que estas acabaran.
El 21 de septiembre de 2012, un tribunal alemán en Baden-Baden, declaró oficialmente fallecido a Heim en Egipto.
Su apellido Heim en alemán significa hogar.
 Se lo buscó siguiendo pistas falsas o incompletas en Austria, Suiza, Venezuela y, con gran despliegue de prensa, en la isla española de Ibiza, en 2005.